# Joseph Franceschi
Joseph Franceschi est un homme politique français, né le 15 janvier 1924 à Tunis (Tunisie) et mort le 10 mars 1988 à Paris.

## Biographie

### Jeunesse et vie adulte
D’origine corse, fils de Mathieu Franceschi, chef de gare, et d’Antoinette Ottavy, Joseph Franceschi qui avait adhéré aux Jeunesses socialistes (SFIO) en 1938, à l’âge de quatorze ans, s’engagea dans les Forces françaises libres après la libération de la Tunisie en 1943 ; il combattit dans la 2e DB et obtint la croix de guerre et la médaille militaire pendant la campagne d’Italie.
Instituteur, licencié en lettres, et diplômé d'études supérieures de droit public, docteur en science politique, il s'installe dans la métropole et réside à Alfortville, où il devient enseignant du supérieur (notamment comme assistant à la faculté d'Amiens).
Secrétaire de section SFIO d'Alfortville, ainsi que franc-maçon affilié au Grand Orient, il est élu conseiller municipal d'Alfortville le 9 décembre 1951, et devient deuxième adjoint. La ville était dirigée par Raoul Bleuse, qui quitte la SFIO en 1958 pour fonder le PSA puis le PSU.
Franceschi, resté fidèle à la SFIO, monte alors une liste de coalition PCF, PSU et SFIO qui l’emporte sur Raoul Bleuse. Élu maire le 28 mars 1965, puis réélu sur une liste d’Union de la gauche en 1971, il est reconduit ensuite en 1977 et 1983. Comme maire d’Alfortville, il est protecteur de l’importante communauté arménienne, dont les parents avaient fui en France après le génocide turc de 1915. Il inaugure un monument au génocide arménien dans sa commune en 1984. Il exerce également la fonction de vice-président du conseil général du Val-de-Marne à partir de 1979.
Il est président de l'Association française des docteurs en sciences politiques, dont il est l'un des fondateurs, en 1962, avec les professeurs Yves Maxime Danan, Christian Purtschet, Anne-Marie Lormeau, M. Bartoli, Jacques Gournay et Jean-Michel Wagret.
Franceschi prend aussi part à la vie interne du parti socialiste SFIO, étant membre de la commission exécutive fédérale en 1966 et représentant titulaire de la SFIO à la FGDS départementale. Parce qu'il avait formé une liste d'union à gauche dès 1965, il n'a pas de mal à s'adapter au nouveau Parti socialiste et à sa stratégie de rapprochement avec le Parti communiste français, contrairement à beaucoup d'autres anciens de la SFIO.
Élu député PS, dans la 4e circonscription du Val-de-Marne (Maisons-Alfort, Alfortville, Charenton) le 11 mars 1973, membre de la commission des Affaires culturelles, familiales et sociales, il est réélu le 19 mars 1978. Il exerce la fonction de vice-président de l’Assemblée en 1977-1979.
Franceschi se rapproche rapidement de François Mitterrand, dont il devient un proche. Membre du brain-trust électoral du candidat à la présidence de la République en 1974, il était chargé de l’organisation matérielle de la campagne, de la sécurité personnelle du candidat et de l’organisation de ses meetings. S’étant dans cette fonction fait particulièrement apprécier du premier secrétaire du parti, il accède à des responsabilités dans la direction du parti : après le congrès de 1975, il est nommé rapporteur spécial, chargé des études du 3e âge, puis fut délégué national du PS pour les personnes âgées en 1976-1979. Puis il se spécialise dans les problèmes de l’outre-mer. Il accompagna souvent le premier secrétaire du parti dans ses déplacements avant 1981 pour assurer sa sécurité. Ainsi, en 1979, il participa à un séjour de conseillers généraux de la Nièvre en Guadeloupe. Il participa encore activement à la campagne présidentielle de 1981, avec les mêmes responsabilités qu’en 1974. Il est l'une des deux seules personnes à ne jamais quitter le candidat Mitterrand, aux côtés de François de Grossouvre. François Mitterrand exige de toujours entrer dans les salles de meeting par la porte opposée à la tribune afin de pouvoir être au contact de la foule, ce qui ne facilite pas le travail de sécurité de Franceschi.

### Arrivée au gouvernement
Après la victoire de François Mitterrand à l'élection présidentielle, il est désigné dans le premier gouvernement Mauroy comme secrétaire d’État chargé des Retraités et des Personnes âgées. Réélu député le mois suivant, il est confirmé dans cette fonction jusqu’au 17 août 1982.
Il est ensuite nommé secrétaire d’État à la Sécurité publique du 17 août 1982 au 23 juillet 1984 auprès du ministre de l'Intérieur et de la Décentralisation, Gaston Defferre. Nommé au lendemain de l’attentat de la rue des Rosiers, il se présente comme « l’ami des policiers », voulant leur donner confiance et enthousiasme ». Après que le président Mitterrand eut créé une cellule anti-terroriste à l'Élysée, qui court-circuite la DST et l'affaiblit considérablement sur la scène du renseignement international (les services de renseignement belges cessent leur partenariat avec la DST pour en établir un nouveau avec la cellule anti-terroriste), il est chargé par Marcel Chalet de donner l'assurance aux alliés de la France, à l'occasion d'une réunion du Club de Berne, que la DST continuerait à être le service de renseignement principal de la France.
Chargé de la lutte contre le terrorisme, il rencontre un chef palestinien et fit entrer dans son cabinet le contesté commissaire de police Robert Broussard. Une manifestation de 1 500 policiers, place Vendôme le 3 juin 1983, conspuant Robert Badinter, ternit son image et la presse évoque sa mésentente avec Gaston Defferre, son ministre de tutelle. Le président Mitterrand, irrité que le ministre de l'Intérieur Gaston Defferre et lui n'aient pas agi pour empêcher l'incident, leur demande « de sévères mesures de sanctions », faute desquelles ils seront limogés le lendemain. Franceschi remet une lettre de démission non datée au chef de l'État.
Aussi, il retrouve son maroquin de secrétaire d’État chargé des Retraites et des Personnes âgées du 23 juillet 1984 au 20 mars 1986 dans le gouvernement Fabius. Il disait vouloir être le « Léo Lagrange du troisième âge ». Il lança un grand plan de rénovation des hospices et favorisa l’hospitalisation à domicile.
Après la défaite relative du Parti socialiste en 1986, Joseph Franceschi est réélu député du Val-de-Marne et continua d’assumer ses mandats locaux et départementaux. Il était président de l’Association française des docteurs en science politique, dont il avait été l’un des fondateurs, en 1962, avec les professeurs Yves Maxime Danan, Christian Purtschet, Anne-Marie Lormeau, Bartoli, Jacques Gournay et Jean-Michel Wagret.

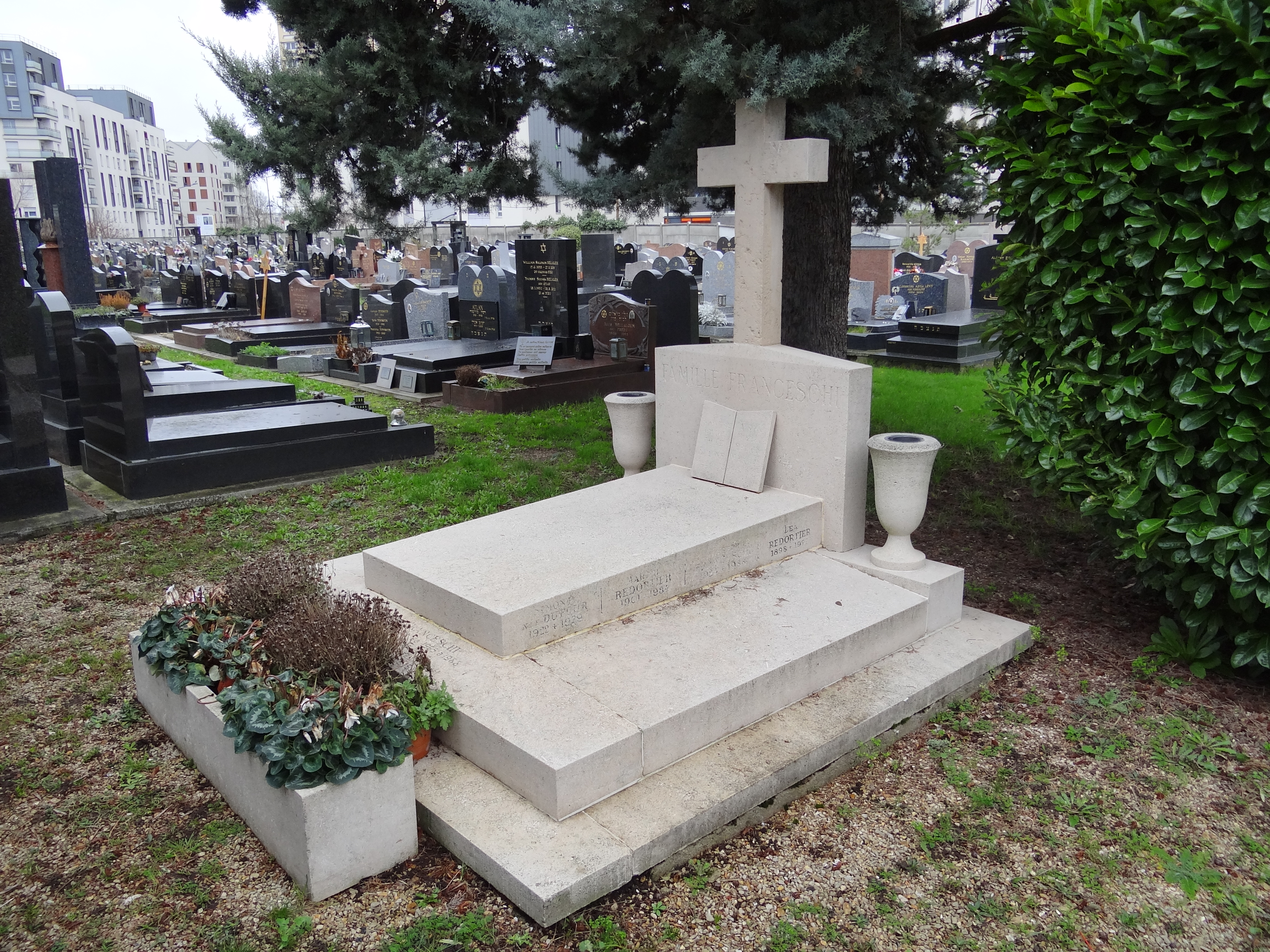
La tombe de Joseph Franceschi au cimetière d'Alfortville (Val-de-Marne).

Marié avec Simone Dufour, puis veuf de cette dernière, Franceschi meurt en fonctions le 10 mars 1988 à l'hôpital Saint-Antoine, d’une « longue et cruelle maladie » après un mois d’hospitalisation. Ses obsèques religieuses sont célébrées à l'église Notre-Dame d’Alfortville suivi de son inhumation dans la sépulture familiale dans la 7e division du cimetière de la ville.

## Mandats locaux
- 1951 : conseiller municipal, puis adjoint au maire d'Alfortville.
- 1965 à 1988 : maire d'Alfortville.
- 1967 à 1988 : conseiller général du Val-de-Marne (vice-président)

## Mandats nationaux
- Député socialiste du Val-de-Marne de 1973 à 1981 et de 1986 à son décès, en 1988[7].
- Vice-président de l'Assemblée nationale de 1977 à 1978.

## Fonctions ministérielles
- Secrétaire d'État aux Personnes âgées du 22 mai 1981 au 17 août 1982[8].
- Secrétaire d'État à la Sécurité publique du 17 août 1982 au 23 juillet 1984. À la suite des manifestations policières du 3 juin 1983 contre le Garde des Sceaux Robert Badinter, le ministre de l'Intérieur Gaston Defferre et lui-même (deux gardiens de la paix étant abattus par des membres d'Action directe, des policiers réclament leur démission lors des obsèques de leurs collègues), son secrétariat est supprimé[4].
- Secrétaire d'État aux Retraites et aux Personnes âgées du 23 juillet 1984 au 20 mars 1986.

## Décorations
- Croix de guerre
- Médaille militaire

## Hommages
Une rue de la ville d'Alfortville porte son nom. Dans cette rue, en mai 2024, le maire Luc Carvounas inaugure une statue de Joseph Franceschi

## Ouvrages
- 1958 : Sidi-Safi, en collaboration avec Albert Laredo, Hachette, collection Bibliothèque verte, Paris ; roman pour la jeunesse (Prix Jean Macé 1958).
- 1964 : Les Groupes de pression dans la défense de l'enseignement public, Librairies techniques, Paris.
- 1969 : Carte politique et physique du Val-de-Marne, éditions MDI, Paris.
- 1971 : Alfortville, sociologie humaine et politique, éditions SUDEL, Paris.
- 1973 : Un demi-siècle de consultations nationales dans la circonscription de Charenton, éditions de l'an 2000, Paris.
- 1978 : Discours prononcés à la tribune de l'Assemblée nationale (1973-1978), éditions Martinsart, préface de Gaston Defferre.